# No-Pants-Bewegung

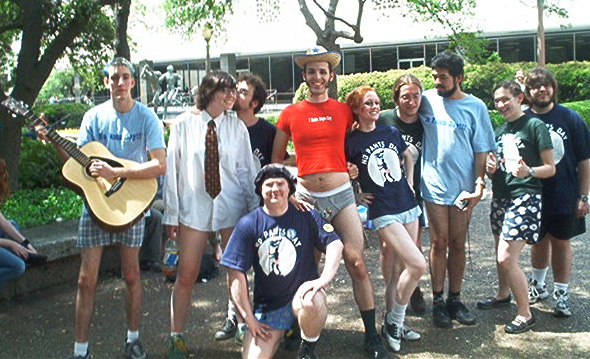
No Pants Day Celebration in Austin, Texas, 2004

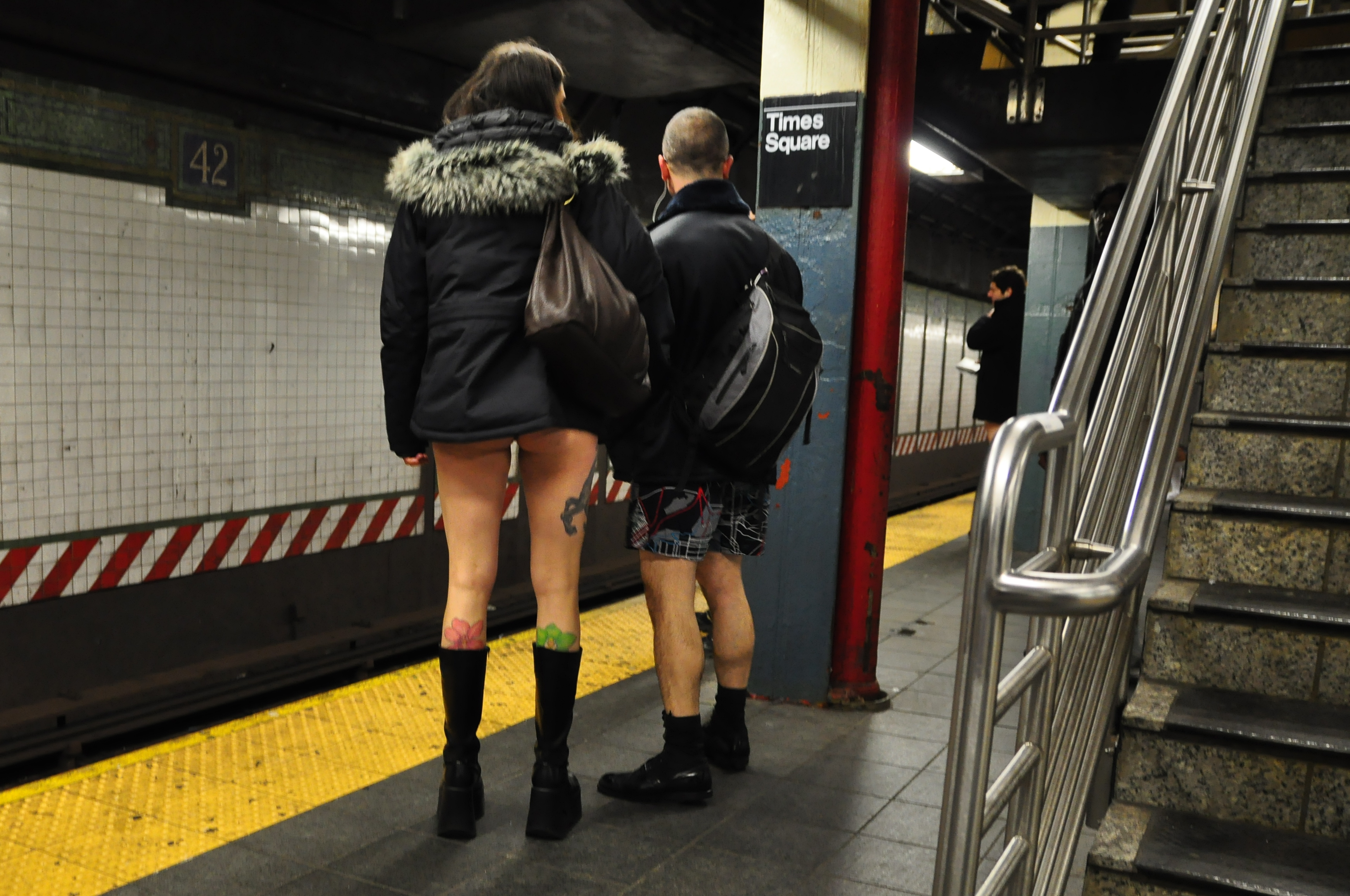
No Pants Subway Ride am Times Square, New York, 2010

Die No-Pants-Bewegung stammt aus den USA und ist mittlerweile weltweit anzutreffen. Auf Deutsch ist es etwa als Ohne Hose zu verstehen. Sie kennt zwei Jahrestage, den No Pants Day („Ohne-Hose-Tag“) und den No Pants Subway Ride („Ohne-Hose-U-Bahn-Fahrt“). An beiden Tagen tragen die Teilnehmer in der Öffentlichkeit keine Hosen und benehmen sich dabei so, als sei diese Kleiderordnung selbstverständlich.

## Terminologie
Die Namen der zwei Jahrestage werden in der Presse fälschlicherweise oftmals als Synonyme verwendet.
Des Weiteren werden die Aktionen oftmals als Flashmob bezeichnet – fälschlicherweise. Der No Pants Subway Day in New York City mag mittlerweile Kriterien des Flashmobs erfüllen. Doch im Grunde sind die Aktionen nicht von Verabredungen abhängig und können von Einzelpersonen durchgeführt werden, somit entsprechen sie nicht der Definition eines Flashmobs.

## Terminierung
- No Pants Day findet am ersten Freitag im Mai statt.[2][4][5]
- No Pants Subway Ride findet im Januar an einem Tage statt, der circa einen Monat im Vorfeld von der Gruppe Improv Everywhere verkündet wird.[2]

## Entstehung
Die genaue Entstehungsgeschichte des No Pants Day ist unbekannt. Eine Version lautet, dass College-Studenten in den 1980ern mit dem Spaß begonnen hätten. An der Universität von Texas in Austin gab es einen Club mit dem Namen Knighthood of Buh. Zum Ende des Semesters wollten die Clubmitglieder die Freiheit von gesellschaftlichen Konventionen feiern. Nach ihren Abschlussprüfungen zogen sie dafür ihre Hosen herunter und spazierten in Unterwäsche umher. Dieser Brauch blieb erhalten. Im Jahr 2000 übernahmen weitere Städte und Länder den Brauch, beispielsweise Kanada, England, Australien. Seit dem Jahr 2000 erobert die Bewegung immer mehr Länder.
Eine andere Entstehungsgeschichte spielt 1986. Sie erzählt von einem Mann in New York, der seine Frau bat, ihm die Hose für ein wichtiges Meeting zu bügeln. Aus Angst zu spät zu kommen, verließ er zerstreut das Haus – ohne Hosen. Erst in der U-Bahn sei ihm dieser Faux-Pas aufgefallen. Da er nun daran nichts mehr hatte ändern können, setzte er ein falsches Lächeln auf und tat er so, als wäre alles wie immer.
Die meisten Quellen sind sich bezüglich der Entstehung des No Pants Subway Ride einig. Der Trend wurde von einer Improvisations-Agentur namens Improv Everywhere in New York initiiert, spezifischer von deren Gründer Charlie Todd. Es begann 2002 mit sieben spärlich Bekleideten in der New York Metro. Sie unternahmen diesen Streich, um herauszufinden, ob die anderen U-Bahn Passagiere reagieren würden, wenn sie im kalten Januar derart spärlich bekleidet herumliefen.

## Kleiderordnung
Die Kleiderordnung an diesen Tagen besagt simpel „Keine Hosen“, demnach können Shorts, Kleider oder Röcke getragen werden, doch tragen die meisten Teilnehmer lediglich Unterhosen.

## Ziel
Eine politische Botschaft steckt nicht hinter den Aktionen. Die Absicht hinter dieser Bewegung ist ausschließlich humoristischer Natur. Es gelte das befreiende Gefühl von unbekleideten Beinen zu genießen und das Leben weniger ernst zu betrachten.

## Beteiligung
Laut Improv Everywhere findet der No Pants Subway Ride in 60 Städten weltweit statt, so zum Beispiel Sydney, London, Berlin, Paris, Shanghai, Mexiko-Stadt. In New York nehmen laut Angaben von 2017 etwa 4.000 Personen an dem Event teil.
In Wien nahmen 2016 etwa 100 Menschen am No Pants Subway Ride teil.
In den letzten Jahren vor 2020 nahmen in New York fast 2.000 Menschen am No Pants Subway Ride teil. Der Veranstalter des No Pants Subway Ride berichtet, dass Menschen jeder Altersgruppen, jeder Rassen und von jeder Herkunft teilnehmen.  Männer und Frauen halten sich die Waage. Der No Pants Subway Ride lief in New York 2020 sehr organisiert ab. Die Teilnehmer wurden in Gruppen aufgeteilt und bestimmten U-Bahn Waggons zugeteilt. Auf Fragen anderer Fahrgäste sollten sie ernst antworten, dass sie einfach ihre Hose vergessen hätten. Auch für 2020 wurden in New York 2.000 Teilnehmer erwartet. Weltweit wurde mit zusätzlich Tausenden gerechnet.

## Galerie

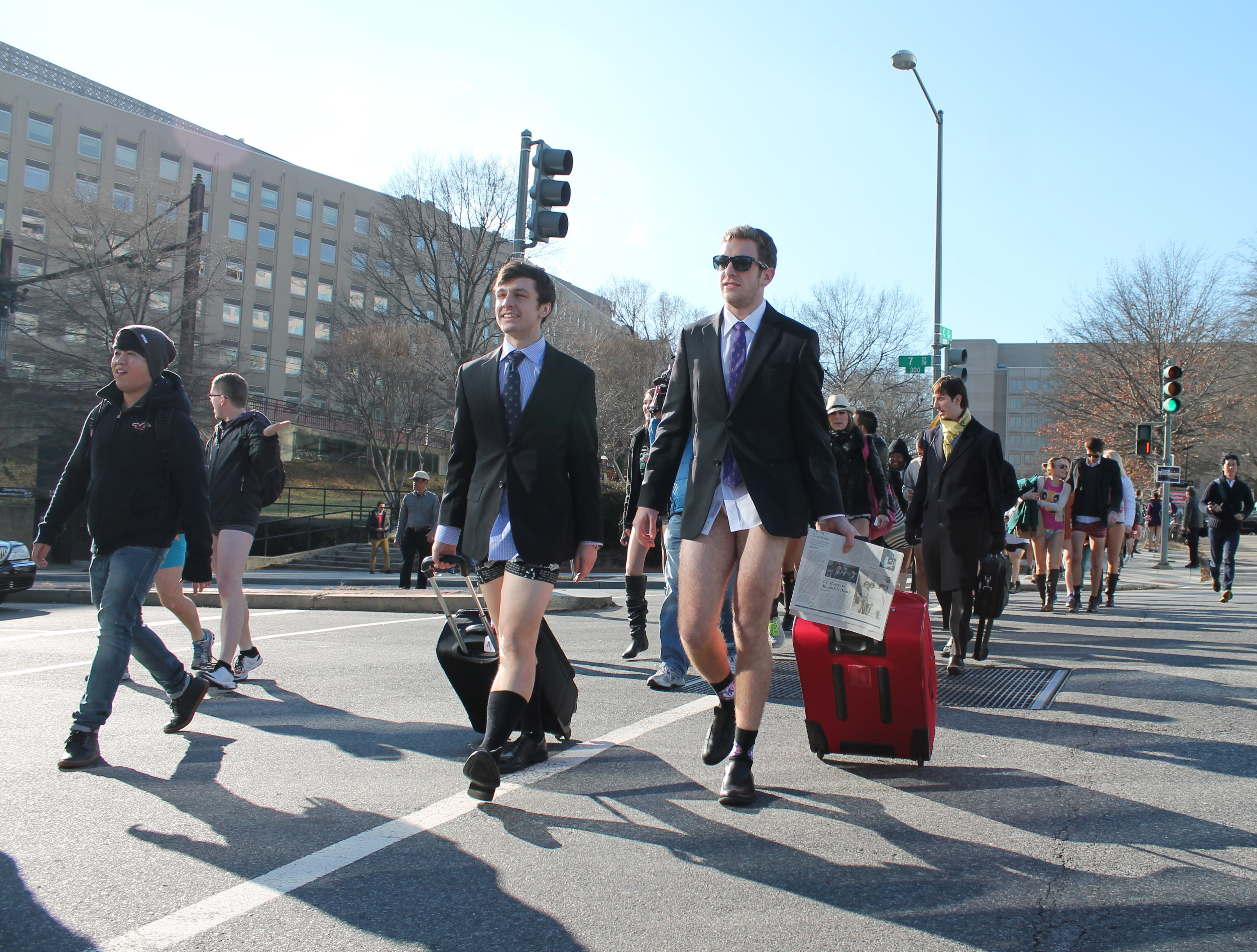
Teilnehmer überqueren eine Straße im Washington, 2013
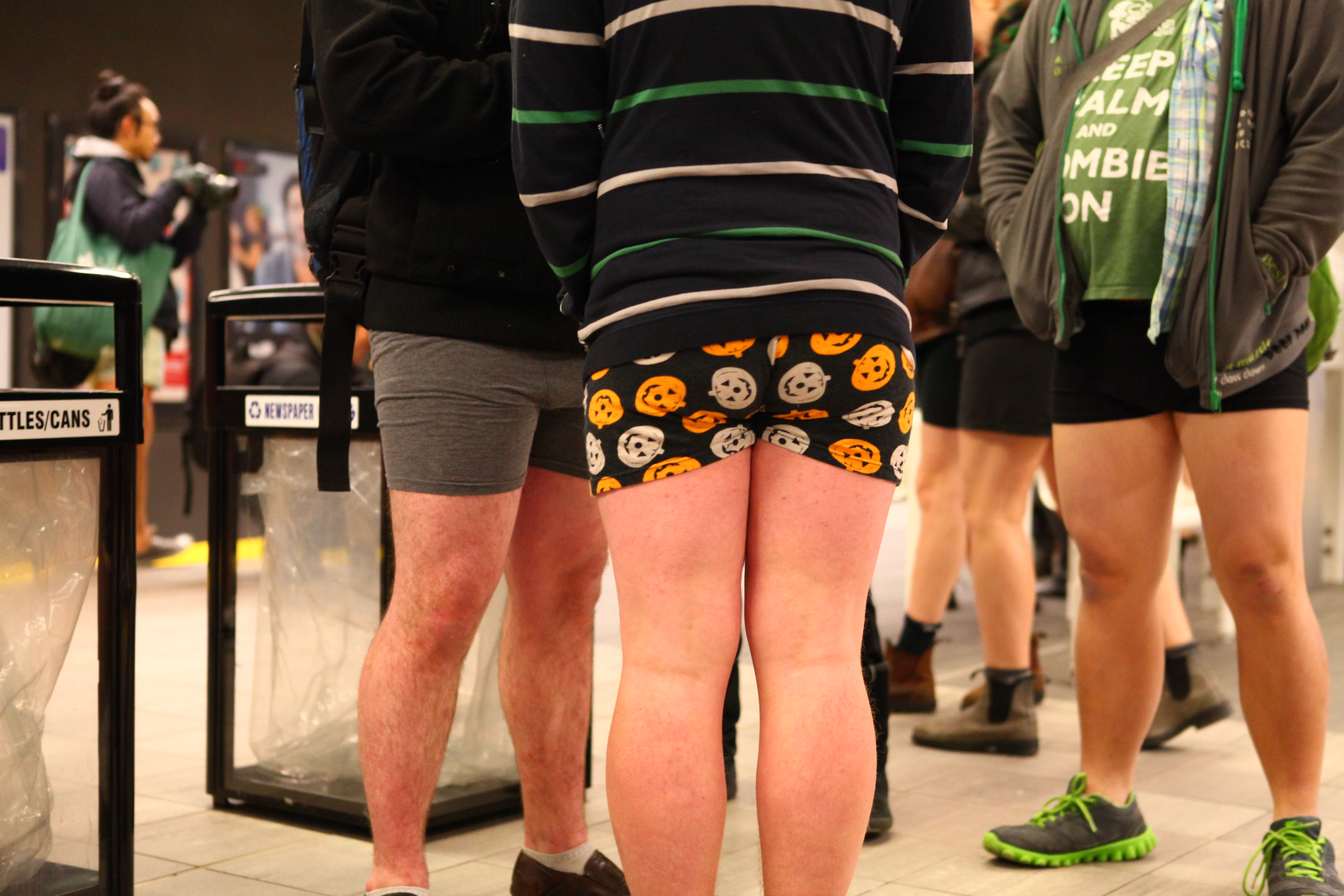
Gelegenheit die schönste Unterwäsche auszuführen, 2013
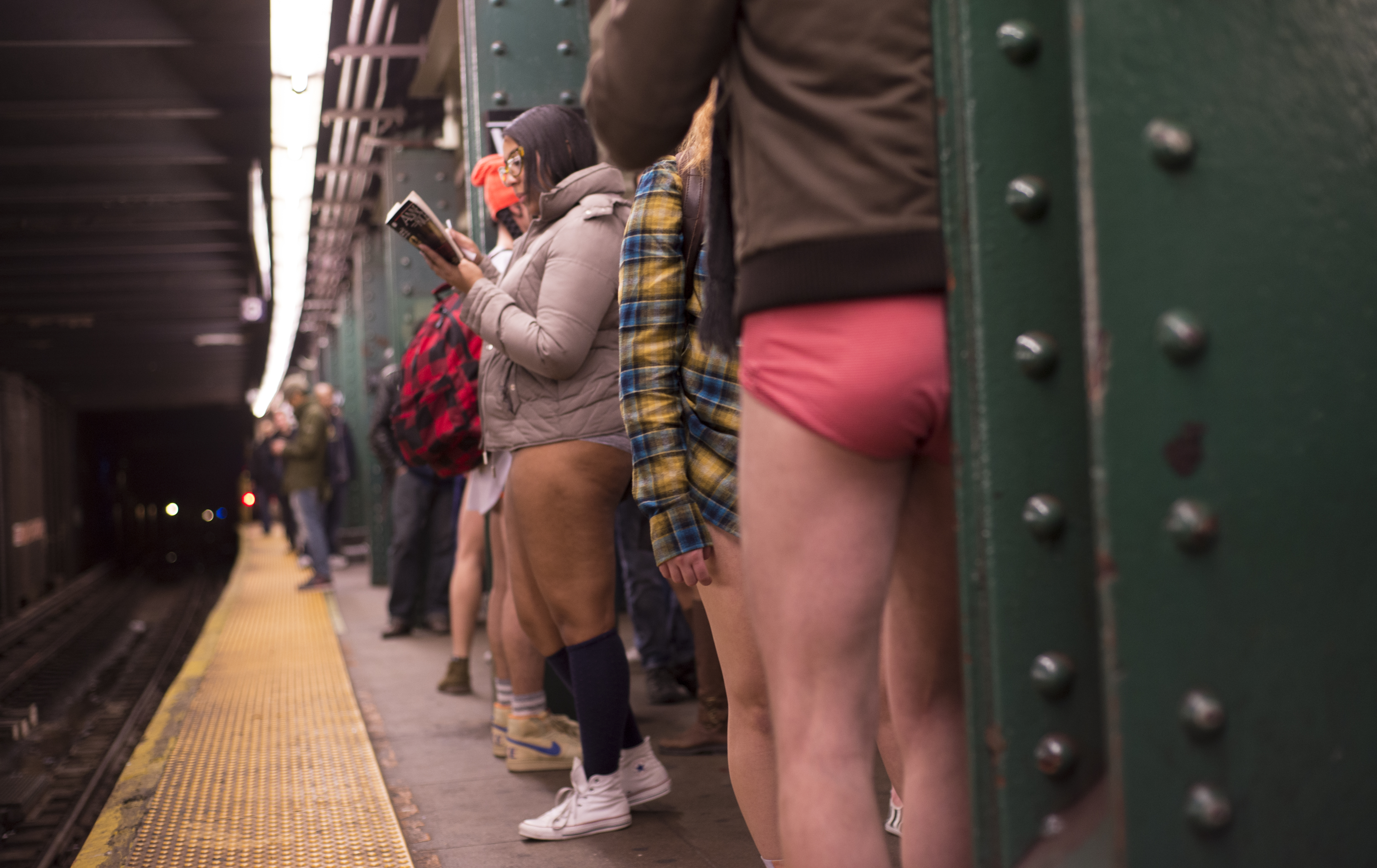
Teilnehmer warten auf die U-Bahn in New York, 2016
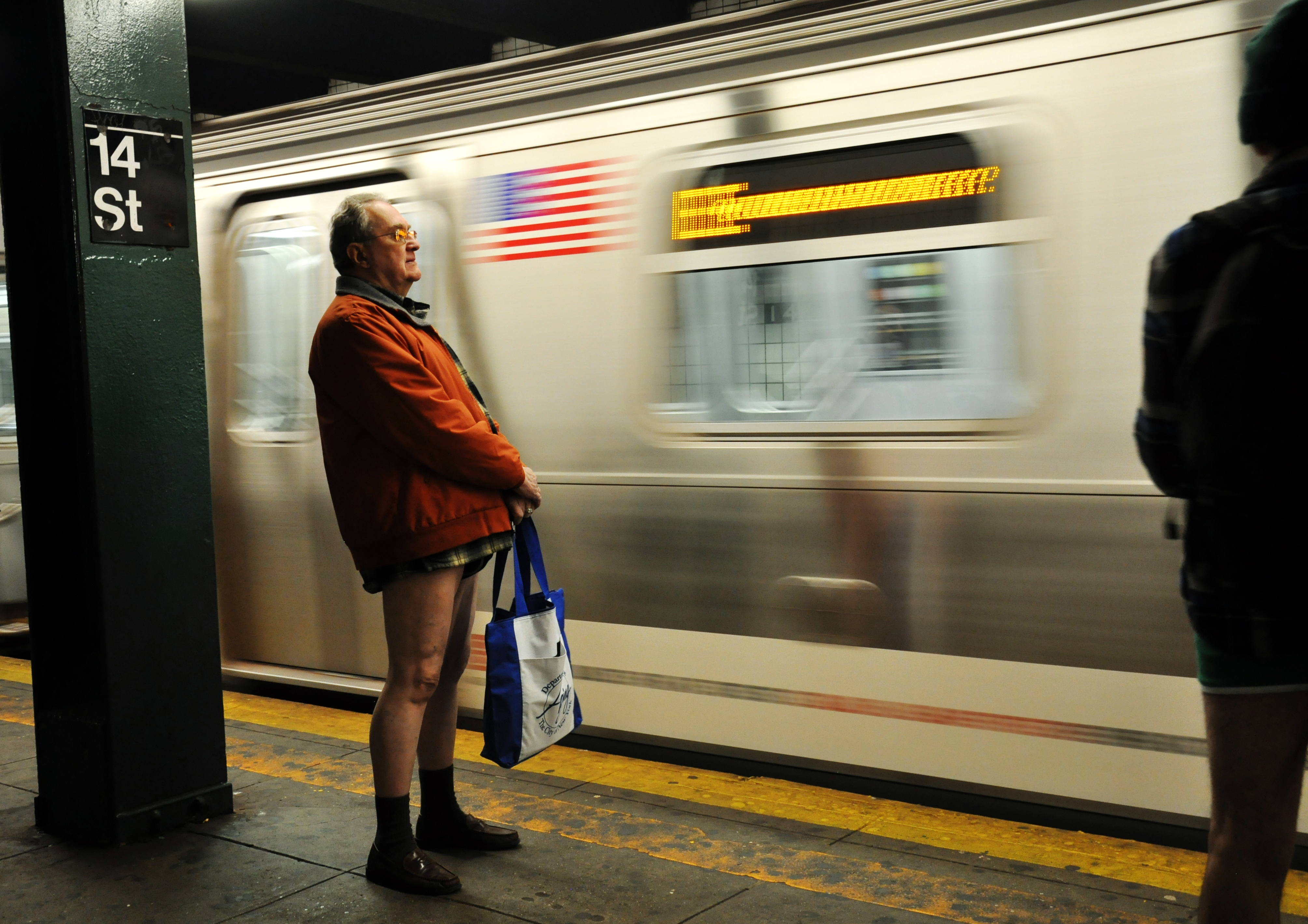
Älterer Teilnehmer auf dem Bahnsteig in New York, 2012